# Saclay
Pour les articles homonymes, voir Paris-Saclay (homonymie).
Ne doit pas être confondu avec Saclas.
Saclay (prononcé [saklɛ] ) est une commune française, située dans le département de l'Essonne, en région Île-de-France.
La commune, située à dix-neuf kilomètres au sud-ouest de Paris, se trouve au cœur du plateau de Saclay, qui accueille depuis l'après-guerre un grand nombre d'institutions de recherche scientifique et de grandes écoles, ainsi que le  centre CEA de Saclay.
Elle est également au cœur d'une vaste opération d'aménagement visant à créer une grappe industrielle nommée Paris-Saclay.

## Géographie

### Situation
Saclay est un village du plateau de Saclay situé à dix-neuf kilomètres au sud-ouest de Paris-Notre-Dame, point zéro des routes de France, vingt-deux kilomètres au nord-ouest d'Évry, cinq kilomètres à l'ouest de Palaiseau, douze kilomètres au nord-ouest de Montlhéry, dix-sept kilomètres au nord-ouest d'Arpajon, vingt-six kilomètres au nord-ouest de Corbeil-Essonnes, vingt-six kilomètres au nord-est de Dourdan, trente kilomètres au nord-ouest de La Ferté-Alais, trente-trois kilomètres au nord d'Étampes, quarante-deux kilomètres au nord-ouest de Milly-la-Forêt.
Le sentier de grande randonnée de pays des Vallées de l'Essonne traverse la ville.
La commune se trouve dans l'aire d'attraction de Paris ainsi que dans son unité urbaine et son bassin de vie. Elle est la ville-centre de sa zone d'emploi

### Communes limitrophes
Les communes limitrophes sont Jouy-en-Josas, Orsay, Toussus-le-Noble, Bièvres, Gif-sur-Yvette, Palaiseau, Saint-Aubin, Vauhallan et Villiers-le-Bâcle.

### Relief et géologie
La superficie de la commune est de 13,65 km2 ; son altitude varie de 108  à   161 mètres.
La ville s'étend sur le plateau de Saclay qui est encore aujourd'hui, aux portes de Paris, une grande surface agricole.

### Hydrographie

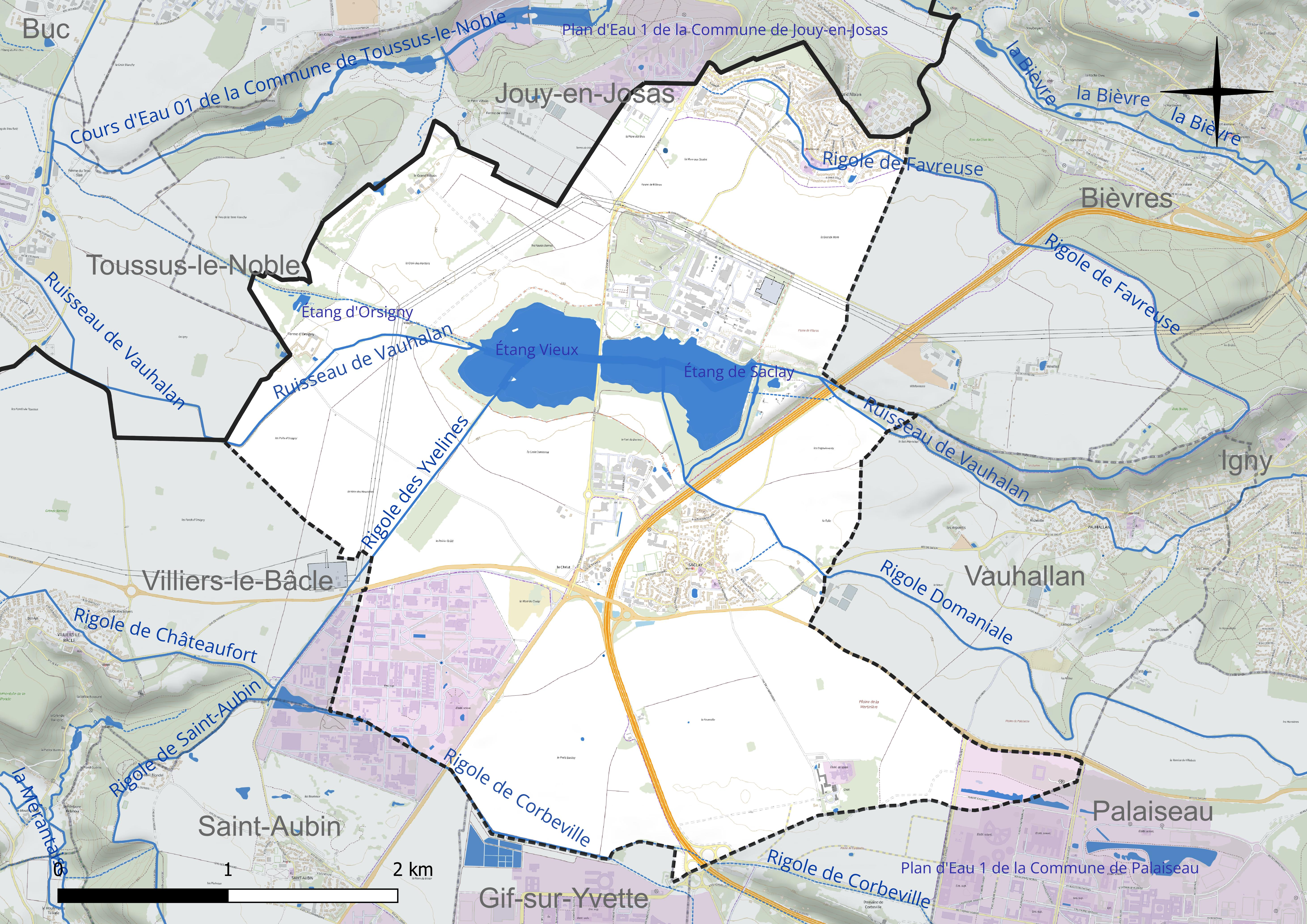
Carte hydrographique de la commune.

La commune est marquée par la présence de l'étang de Saclay, sur le ruisseau de Vauhalan, un des éléments du système hydraulique du parc du château de Versailles.
Il est également alimenté par la rigole des Yvelines et la rigole Domaniale. La rigole de Corbeville tangente au sud le territoire communal et la rigole de Favreuse débute au Val d'Albian, au nord de la commune.

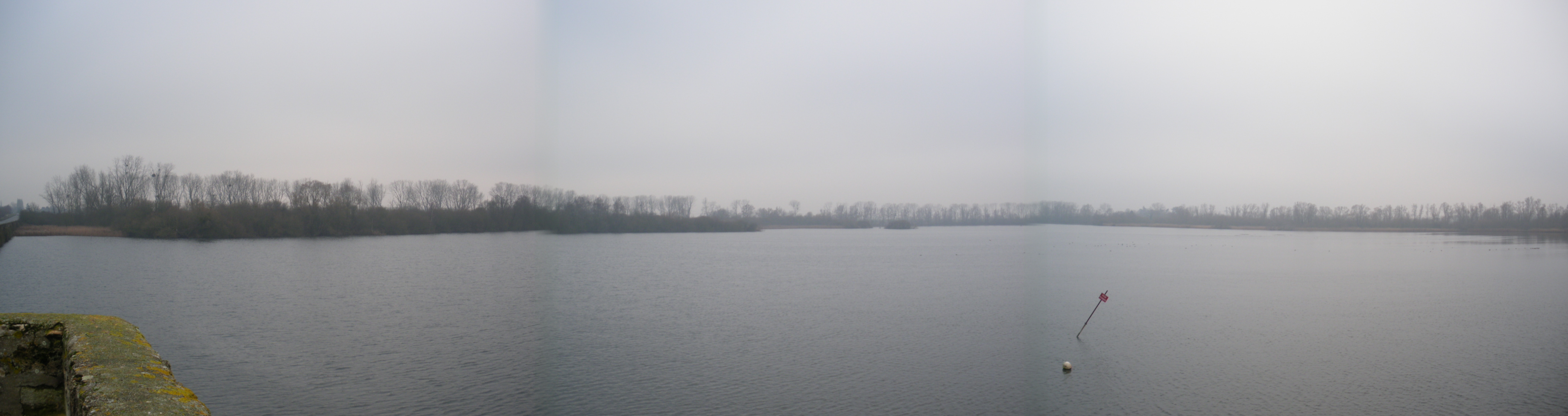
L'étang de Saclay.

### Climat
Pour des articles plus généraux, voir Climat de l'Île-de-France et Climat de l'Essonne.
En 2010, le climat de la commune est de type climat océanique dégradé des plaines du Centre et du Nord, selon une étude du CNRS s'appuyant sur une série de données couvrant la période 1971-2000. En 2020, Météo-France publie une typologie des climats de la France métropolitaine dans laquelle la commune est exposée à un climat océanique altéré et est dans la région climatique Sud-ouest du bassin Parisien, caractérisée par une faible pluviométrie, notamment au printemps (120 à 150 mm) et un hiver froid (3,5 °C).
Pour la période 1971-2000, la température annuelle moyenne est de 11 °C, avec une amplitude thermique annuelle de 15,2 °C. Le cumul annuel moyen de précipitations est de 679 mm, avec 10,8 jours de précipitations en janvier et 8 jours en juillet. Pour la période 1991-2020, la température moyenne annuelle observée sur la station météorologique la plus proche, située sur la commune de Toussus-le-Noble à 5 km à vol d'oiseau, est de 11,5 °C et le cumul annuel moyen de précipitations est de 677,0 mm,. Pour l'avenir, les paramètres climatiques de la commune estimés pour 2050 selon différents scénarios d'émission de gaz à effet de serre sont consultables sur un site dédié publié par Météo-France en novembre 2022.
| Mois                                  | jan.             | fév.             | mars           | avril           | mai           | juin           | jui.           | août          | sep.           | oct.            | nov.             | déc.           | année      |
| ------------------------------------- | ---------------- | ---------------- | -------------- | --------------- | ------------- | -------------- | -------------- | ------------- | -------------- | --------------- | ---------------- | -------------- | ---------- |
| Température minimale moyenne (°C)     | 1,6              | 1,4              | 3,5            | 5,5             | 8,9           | 12,1           | 13,9           | 13,6          | 10,6           | 8               | 4,5              | 2,1            | 7,1        |
| Température moyenne (°C)              | 4,2              | 4,7              | 7,8            | 10,6            | 14,1          | 17,4           | 19,6           | 19,4          | 15,8           | 11,9            | 7,4              | 4,6            | 11,5       |
| Température maximale moyenne (°C)     | 6,7              | 8                | 12,1           | 15,8            | 19,3          | 22,8           | 25,2           | 25,2          | 21             | 15,9            | 10,4             | 7,1            | 15,8       |
| Record de froid (°C) date du record   | −17,4 17.01.1985 | −12,8 07.02.1991 | −10,2 13.03.13 | −5,1 12.04.1986 | −2 03.05.1967 | 1,6 04.06.1991 | 4,9 09.07.1965 | 4,7 21.08.14  | 1,1 30.09.1995 | −4,2 30.10.1985 | −11,3 30.11.1969 | −14 31.12.1970 | −17,4 1985 |
| Record de chaleur (°C) date du record | 15,1 28.01.02    | 21,1 27.02.19    | 25,1 31.03.21  | 28,3 20.04.18   | 31,7 27.05.05 | 37,5 21.06.17  | 40,8 25.07.19  | 39,3 12.08.03 | 35,1 09.09.23  | 29,8 01.10.1985 | 20,7 01.11.14    | 16,7 07.12.00  | 40,8 2019  |
| Précipitations (mm)                   | 55,3             | 46,9             | 49,5           | 49,6            | 68,2          | 55,4           | 53,3           | 58,2          | 52,1           | 61,3            | 60,8             | 66,4           | 677        |

### Milieux naturels et biodiversité

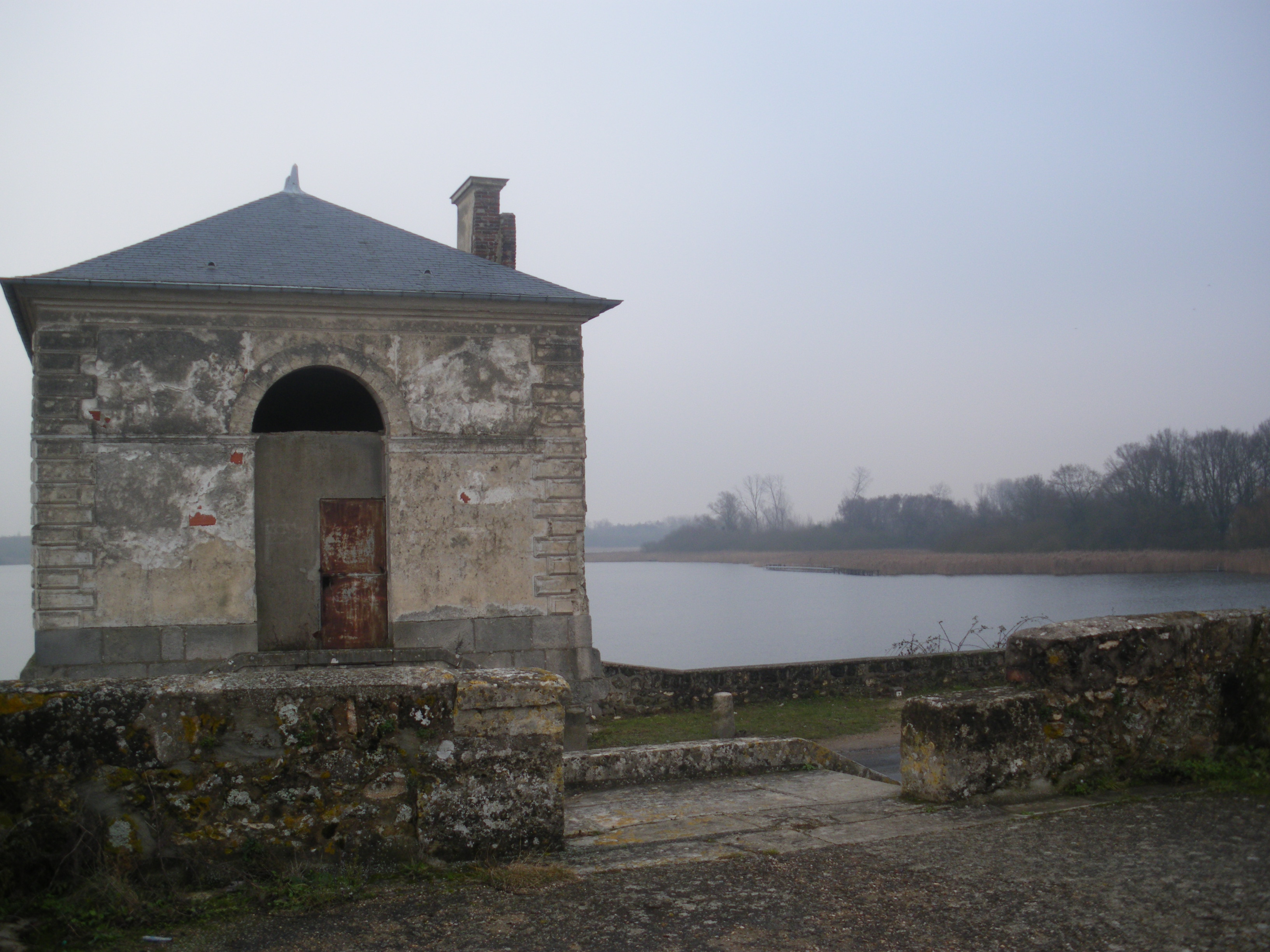
Étangs de Saclay.

Les étangs de Saclay, appartiennent au ministère de la Défense. L'Étang Vieux est classé réserve ornithologique. Ce lieu de refuge abrite de nombreuses espèces d'oiseaux (au cours des dix dernières années 224 espèces ont été aperçues sur les 328 existant en France). Ces oiseaux peuvent être visibles depuis la digue qui sépare les deux étangs.

## Urbanisme

### Typologie
Au 1er janvier 2024, Saclay est catégorisée ceinture urbaine, selon la nouvelle grille communale de densité à sept niveaux définie par l'Insee en 2022.
Elle appartient à l'unité urbaine de Paris, une agglomération inter-départementale regroupant 407  communes, dont elle est une commune de la banlieue,,.
Par ailleurs la commune fait partie de l'aire d'attraction de Paris, dont elle est une commune de la couronne,. Cette aire regroupe 1 929 communes,.

### Occupation des sols

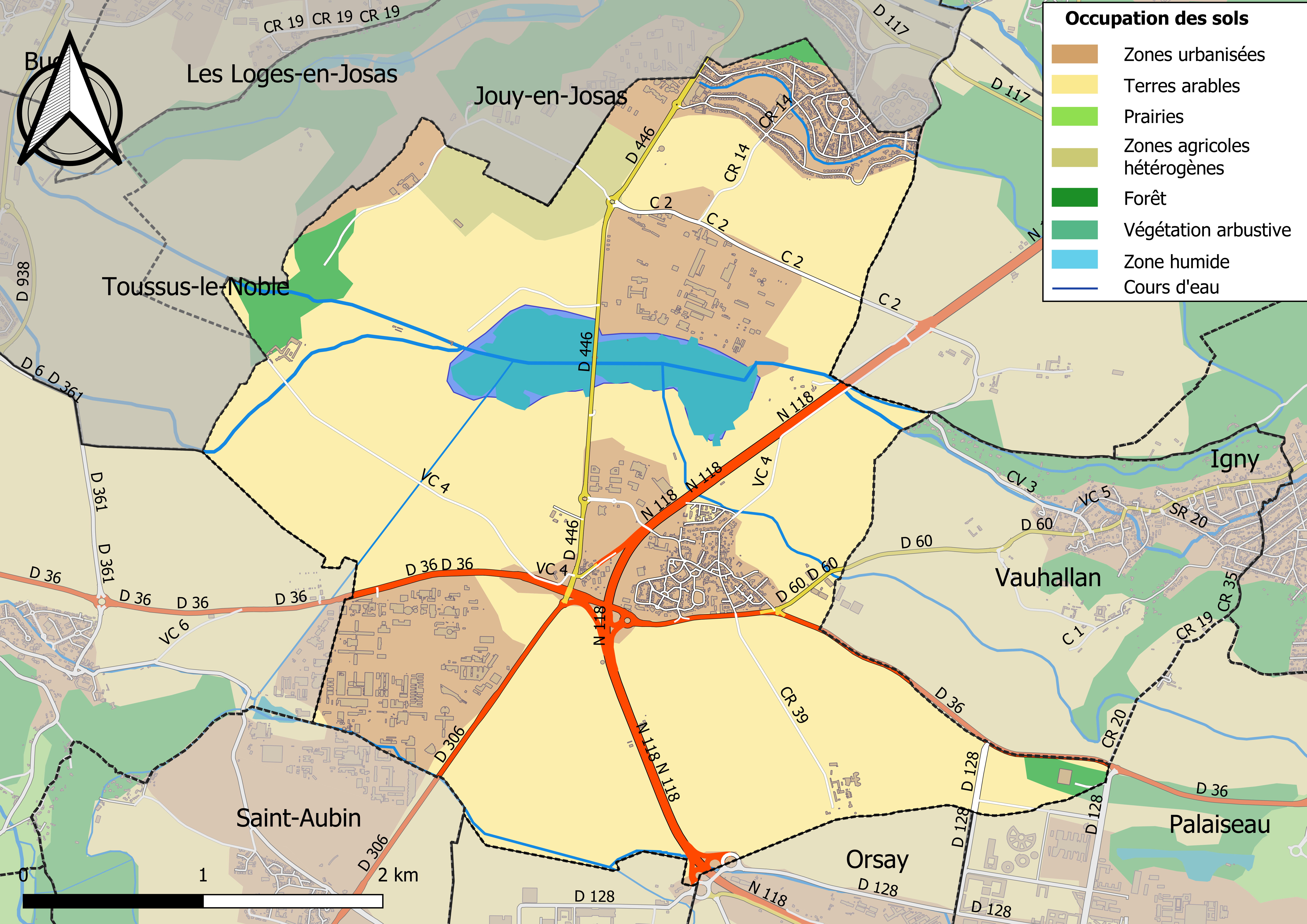
Carte des infrastructures et de l'occupation des sols de la commune en 2018 (CLC).

Le tableau ci-dessous présente l'occupation des sols de la commune en 2018, telle qu'elle ressort de la base de données européenne d’occupation biophysique des sols Corine Land Cover (CLC).
| Type d’occupation                                              | Pourcentage | Superficie (en hectares) |
| -------------------------------------------------------------- | ----------- | ------------------------ |
| Tissu urbain discontinu                                        | 8,4 %       | 115                      |
| Zones industrielles ou commerciales et installations publiques | 15,5 %      | 212                      |
| Équipements sportifs et de loisirs                             | 1,1 %       | 15                       |
| Terres arables hors périmètres d'irrigation                    | 64,9 %      | 890                      |
| Systèmes culturaux et parcellaires complexes                   | 2,8 %       | 39                       |
| Forêts de feuillus                                             | 2,5 %       | 34                       |
| Plans d'eau                                                    | 4,8 %       | 66                       |
| Source : Corine Land Cover                                     |             |                          |

### Lieux-dits, écarts et quartiers
La commune est découpée en deux villages :
- le Bourg, la Martinière & Le Christ-de-Saclay
- le Val d'Albian.

### Habitat et logement
En 2021, le nombre total de logements dans la commune était de 1 695, alors qu'il était de 1 511 en 2016 et de 1 215 en 2011.
Parmi ces logements, 93,9 % étaient des résidences principales, 1,7 % des résidences secondaires et 4,4 % des logements vacants. Ces logements étaient pour 71,5 % d'entre eux des maisons individuelles et pour 27,7 % des appartements.
Le tableau ci-dessous présente la typologie des logements à Saclay en 2021 en comparaison avec celle de l'Essonne et de la France entière. Une caractéristique marquante du parc de logements est ainsi la faible proportion des résidences secondaires et logements occasionnels (1,7 %) par rapport au département (1,9 %) et à la France entière (9,7 %).
| Typologie                                               | Saclay | Essonne | France entière |
| ------------------------------------------------------- | ------ | ------- | -------------- |
| Résidences principales (en %)                           | 93,9   | 91      | 82,2           |
| Résidences secondaires et logements occasionnels (en %) | 1,7    | 1,9     | 9,7            |
| Logements vacants (en %)                                | 4,4    | 7,2     | 8,1            |

La commune ne respecte pas les obligations qui lui sont faites par l'article 55 de la loi SRU de disposer d'au moins 25 % de son parc de résidences principales constituées de logements sociaux. Elle a toutefois engagé un vigoureux effort de rattrapage, passant de 8,73 % en 2008 à 15,96 % en 2019.

### Voies de communication et transports

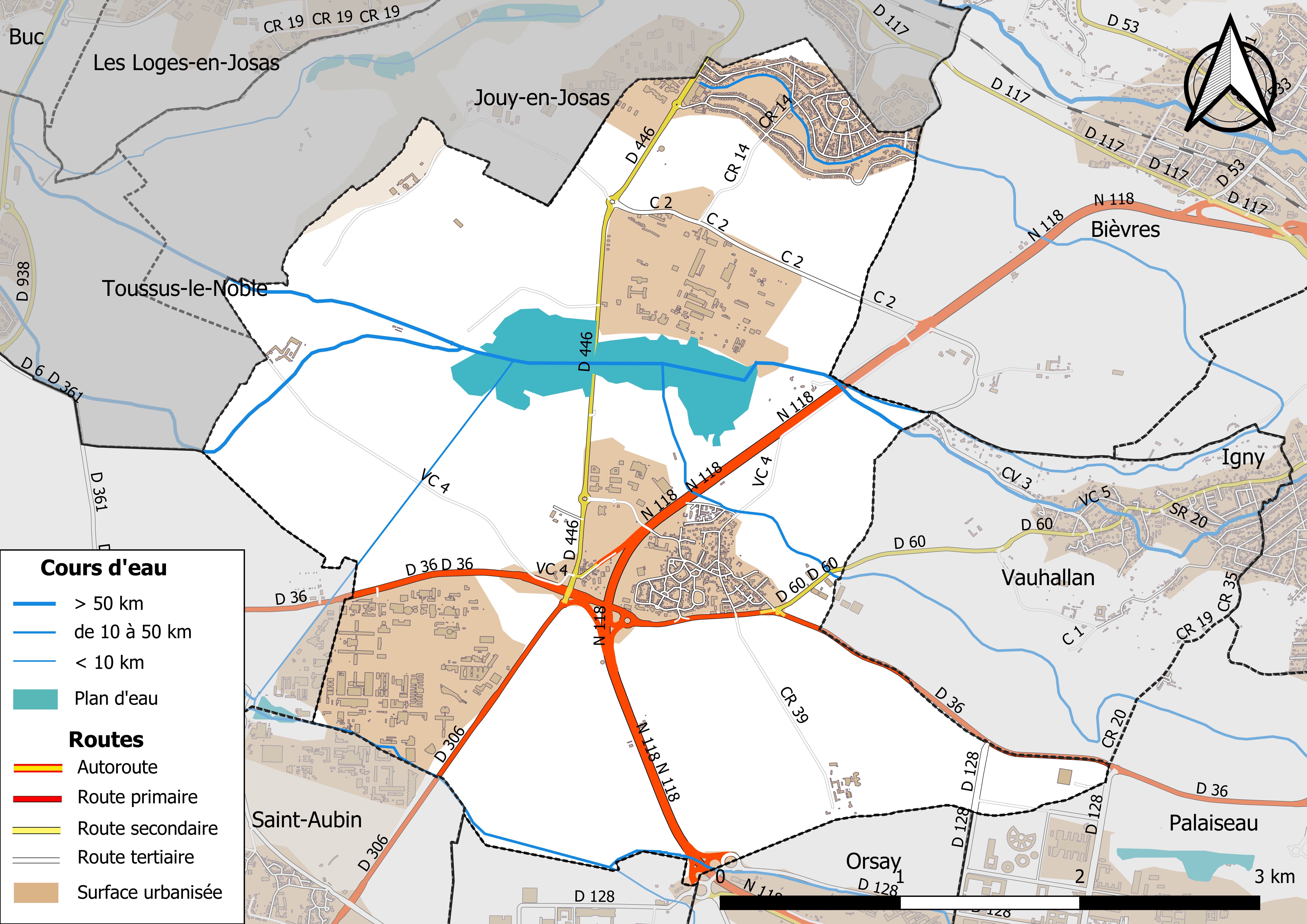
Carte des infrastructures de transport de la commune.

### Infrastructures routières
Le principal axe routier desservant la commune est la route nationale 118.

### Transports collectifs
La commune est desservie par les lignes 91-10 et 91-11 du réseau de bus Île-de-France Ouest, les lignes 6135, 6173 et 6174 du réseau de bus de Vélizy Vallées et par les lignes 9, 10, 16 et 91-06 du réseau de bus Paris Saclay.
Un service de vélos électriques partagés Zoov est proposé sur le plateau de Saclay depuis janvier 2019.
La commune sera aussi desservie par la ligne 18 du métro de Paris à la station Christ de Saclay.

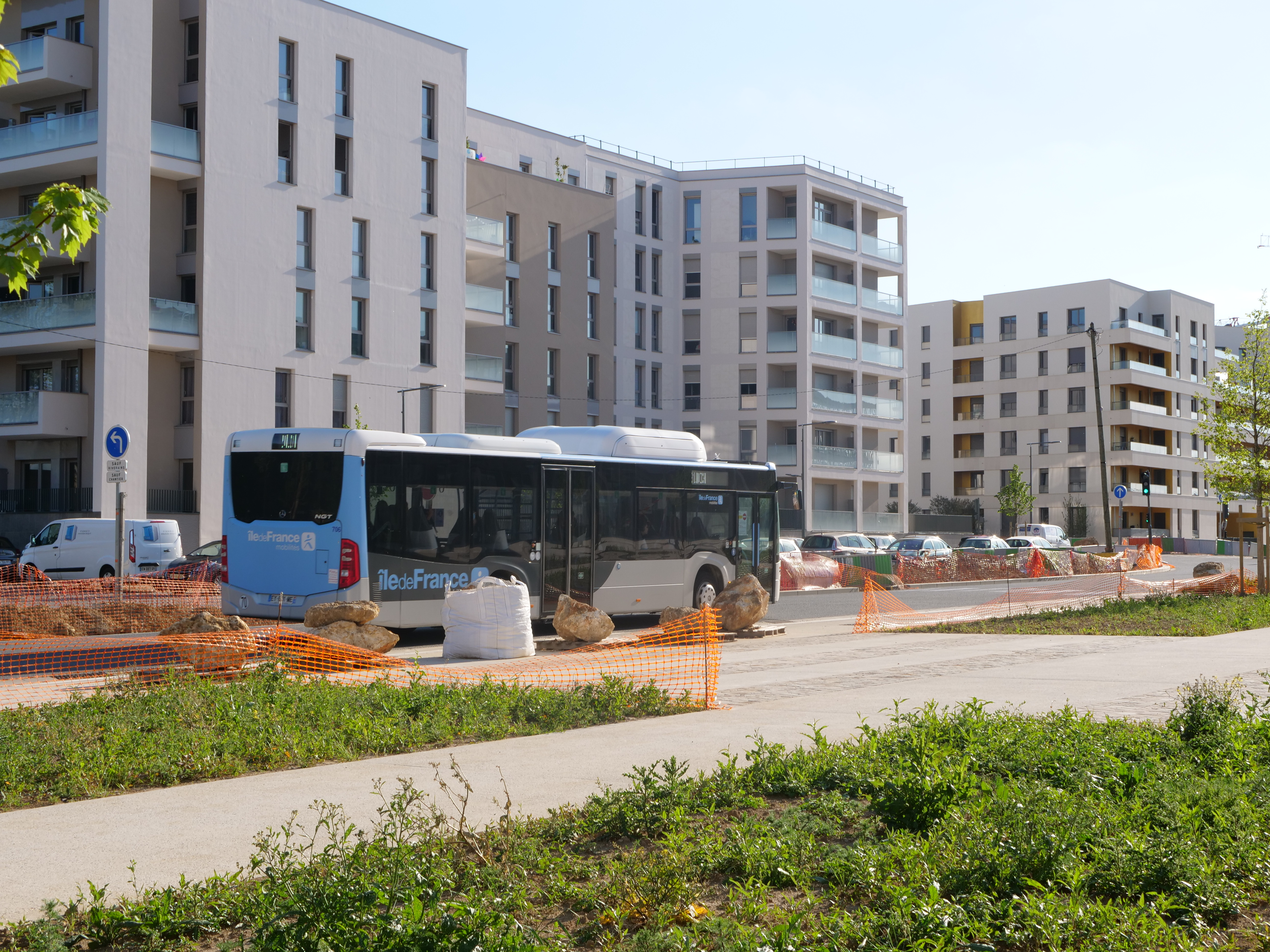
Bus 91-06 en 2020.
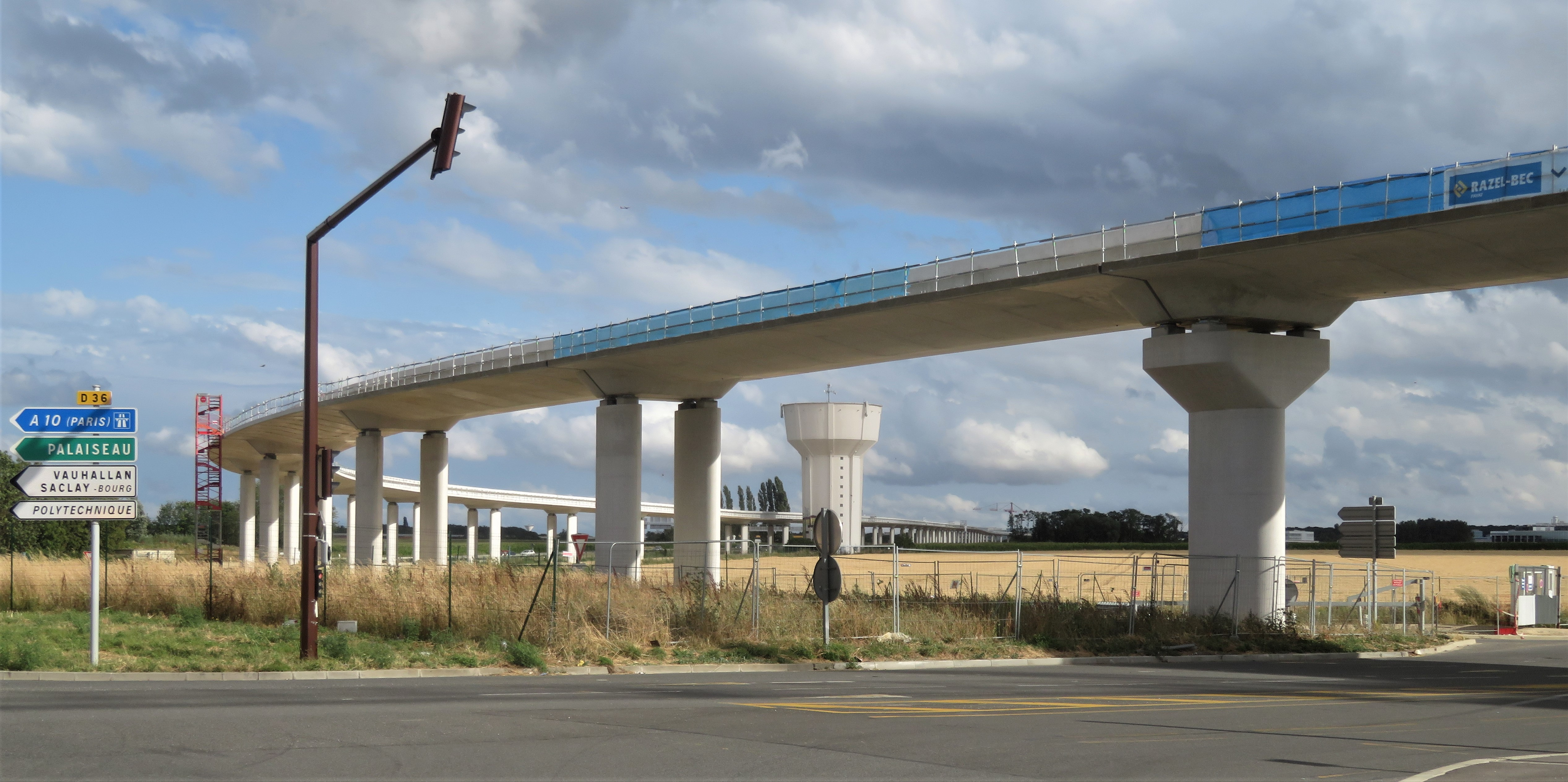
Le viaduc de la ligne 18 en 2023.

## Toponymie
Le nom de la localité est attesté sous les formes Sarclitas au VIIe siècle, Sarcleyum en 1232, Sacleyum, Sarcleium, Sarcleya, Sarcleyo au XIIIe siècle, Sarcloi, Saclé.
La commune est instituée par la Révolution française sous sa dénomination actuelle.
On a parfois attribué à Saclay, la localisation du Salioclitæ indiqué sur l'Itinéraire d'Antonin,  du IIIe – IVe siècle, mais il semble plutôt qu'il corresponde à Saclas (Essonne, Sarclitas en 635) dont les formes anciennes montrent qu'elle partage la même étymologie, et où une borne romaine a d'ailleurs été trouvée.
Selon toute vraisemblance, c'est une formation toponymique gauloise, mais les éléments qui la composent n'ont pas pu être identifié avec certitude et le sens exact du toponyme nous échappe.
On décompose généralement en Salio-clita.
Albert Dauzat considère le premier élément Salio- comme obscur et propose sans conviction le gaulois clita « haie », Marianne Mulon donne une signification un peu différente à cet élément gaulois *clita (qu'elle estime non attesté) qui a abouti à claie, mot français ayant (eu) divers sens « treillis servant à divers usages » ou encore « treillage qui ferme un champ, un pâturage » (dérivés clayon, clayonnage « claie formée de pieux et de branchages entrelacés servant à soutenir les terres, à fermer un passage ou à lutter contre l'action érosive des eaux sur les berges des rivières »)
Ces deux auteurs restituent ce mot gaulois de manière inexacte, il s'agit de *clēta, et non de clita qui est une forme du latin médiéval (conjointement à clida et cleda chez Du Cange). On reconstruit aussi *klēta ce qui revient au même. Ce mot gaulois a des correspondances dans toutes les langues celtiques : ancien irlandais cliath « claie, rangée », gallois clwyd « barrière », moyen cornique cluit « cleta », breton kloued(enn) « haie ». Il se poursuit également dans la quasi-totalité des langues et des dialectes romans.
Camille Jullian voyait dans Salio-clita un « trou salé », comme le plateau en contient encore. Il identifie dans Salio-, le mot signifiant « sel », suivi par Xavier Delamarre. En revanche, il n'y a pas de terme clita signifiant « trou », mais un *clita, *clitos voulant dire « pilier », d'où le sens global de « pilier de sel », parallèle selon cet auteur à *isarno-clitos (isarnou-clitos, Vichy) « pilier de fer ». Trou se disait *clutso- en gaulois, terme ayant des correspondances en celtique insulaire au sens d'« oreille ». Il s'est en outre perpétué dans certaines langues romanes, notamment en France pour se fixer également dans la toponymie en tant que le Clot, Clot, la Clotte, le Cluzeau, etc.
La mention relativement tardive de la forme Salioclita, peut cependant laisser supposer la forme évoluée d'un plus ancien Salicocleta, avec l'amuïssement du c de salico- « saule », d'où le sens global de « claie en (bois de) saule ».

## Histoire

### Moyen Âge
L'origine de la commanderie de Saclay remonte à 1194 quand la noble dame Osanne la Vilaine donne aux Hospitaliers de l'ordre de Saint-Jean de Jérusalem tout ce qu'elle possédait à Saclay pour 20 livres parisis,. En juin 1228, Gaudefroy et Adeline Pasquier de Vaucresson renoncent à leur droit et permettent à Guillaume de Saclay de donner sa terre de Saclay aux Hospitaliers,. En 1228, Amauray d'Issy donne 43 arpents de terre à Saclay avec les droits de champart et de cens ,. En 1234, Milon de Repenti donne la dîme des Arpentis et en 1306, 20 arpents de terre à Villedomble avec quatre livres et 8 sols par an à prendre sur Villiers-sous-Châteaufort.

### Temps modernes
Au XVIe siècle, le membre de Saclay du prieuré hospitalier de Saint-Jean de Latran consiste en une ferme avec 300 arpents de terre. Elle est détruite par un incendie en 1633 et n'est pas reconstruite. Les terres affermées rapportaient en 1757, 3 600 Livres.
L'ingénieur Gobert, intendant des bâtiments du roi Louis XIV, a l'idée de recueillir les eaux de pluie tombant sur le plateau de Saclay, d'altitude plus élevée que Versailles, pour alimenter les bassins  du parc de Versailles. Des rigoles y sont creusées et ces dispositifs sont dénommés la rivière du Roi Soleil.
En 1648, Louis XIV y fait creuser un étang («Étang vieux ») où s'écoulent les eaux des environs, et un canal qui les conduit à Versailles.
En 1680, Vauban (successeur de Gobert en 1684), crée une digue avec chaussée de 780 mètres et l'eau est acheminée à Versailles par les aqueducs de Villedomble, du Plessis et de Buc (encore visible). Il fait construire l'étang de Villiers qui est réuni à l’étang de Saclay (« Étang vieux ») par l'aqueduc "des mineurs". C'est aussi à cette époque que l'on creuse un deuxième étang, appelé « Étang neuf ». Le roi fait construire un pavillon et, sur la digue, un rendez-vous de chasse.
Au XVIIIe siècle, 82 % du territoire est agricole.

### Époque contemporaine
Au XIXe siècle existent  deux distilleries.
À l'écart du chemin de fer et des voies de communication, Saclay n'est pas gagné par l'urbanisation parisienne.
En 1945, le général de Gaulle décide la création du Commissariat à l'énergie atomique. Dès 1947, la construction du centre CEA de Saclay commence. L'architecte du centre est Auguste Perret. Le centre d'études nucléaires du CEA-Saclay compte actuellement[Quand ?] plus de 4 000 permanents (il a frôlé les 10 000 permanents dans les années 1960).
En 1946, le fort de Villeras, construit en 1870, accueille le centre d'essai des propulseurs.
En 1995, la caisse nationale militaire de Sécurité sociale développe l'établissement de santé de La Martinière.
Depuis 2006, Saclay se trouve au cœur du projet de grappe industrielle Paris-Saclay, engagée par l’État dans le cadre des investissements d'avenir. L'objectif est de réaliser une Silicon Valley française, mêlant recherche de pointe et entreprises pour créer l'un des plus grands pôles d'innovation au monde. L'Université Paris-Saclay regroupera plus de 60 000 étudiants et 11 000 chercheurs, et accueillera de nouveaux établissements dans les années à venir, comme l’École centrale Paris, AgroParisTech ou l'ENS Cachan.
Le 12 juillet 2017, le site de Paris-Saclay est choisi par le gouvernement pour accueillir l'exposition universelle de 2025, projet qui finalement n'a pas lieu, l'exposition se tenant à Osaka au Japon.

## Politique et administration

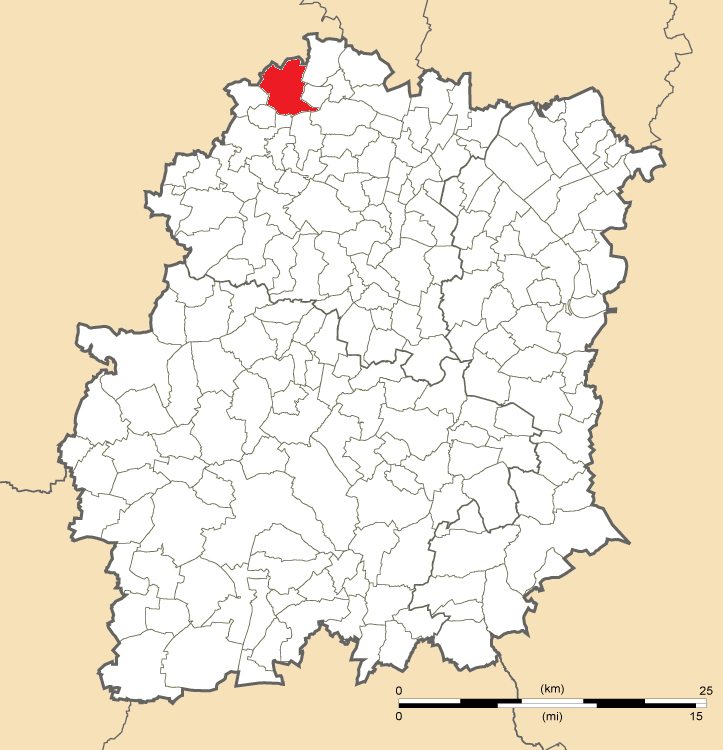
Position de Saclay en Essonne.

### Rattachements administratifs et électoraux

#### Rattachements administratifs
Antérieurement à la loi du 10 juillet 1964, la commune faisait partie du département de Seine-et-Oise. La réorganisation de la région parisienne en 1964 fit que la commune appartient désormais au département de l'Essonne et à son arrondissement de Versailles après un transfert administratif effectif au 1er janvier 1968.
Elle faisait partie de 1801 à 1967 du canton de Palaiseau. Lors de la mise en place de l'Essonne, la ville intègre le canton de Bièvres. Dans le cadre du redécoupage cantonal de 2014 en France, cette circonscription administrative territoriale a disparu, et le canton n'est plus qu'une circonscription électorale.

#### Rattachements électoraux
Pour les élections départementales, la commune fait partie depuis 2014 du canton de Gif-sur-Yvette.
Pour l'élection des députés, elle fait partie de la cinquième circonscription de l'Essonne.

### Intercommunalité
Saclay était membre de la communauté d'agglomération du Plateau de Saclay, un établissement public de coopération intercommunale (EPCI) à fiscalité propre créé en 2002 et auquel la commune avait transféré un certain nombre de ses compétences, dans les conditions déterminées par le code général des collectivités territoriales.
Dans le cadre des dispositions de la Loi de modernisation de l'action publique territoriale et d'affirmation des métropoles (loi MAPTAM) du 27 janvier 2014, qui prévoit la généralisation de l'intercommunalité à l'ensemble des communes et la création d'intercommunalités de taille importante, notamment en Île-de-France afin d'équilibrer leurs relations avec la Métropole du Grand Paris, le Schéma régional de coopération intercommunale prévoit la fusion de :

- la communauté d'agglomération du Plateau de Saclay ;

- et la communauté d'agglomération Europ'Essonne ;

auxquelles se sont jointes les communes de Verrières-le-Buisson et Wissous (antérieurement membres de la communauté d'agglomération des Hauts-de-Bièvre)
Cette fusion intervient le 1er janvier 2016, formant la communauté d'agglomération Paris-Saclay , dont est désormais membre la commune.

### Élections municipales et communautaires

#### Élections les plus récentes
- Lors des élections municipales de 2014 dans l'Essonne, la liste DVD menée par le maire sortant Christian Page est la seule candidate et obtient la totalité des suffrages exprimés, avec 992 voix. La liste est donc élue en totalité, et 3 de ses membres siègent au conseil communautaire.
Lors de ce scrutin, 48,07 % des électeurs se sont abstenus et 27,17 % des votants ont choisis un bulletin blanc ou nul[38].
- Au premier tour des élections municipales de 2020 dans l'Essonne, la liste DIV menée par le maire adjoint Michel Senot obtient la majorité absolue des suffrages exprimés, avec 871 voix (61,48 %, 22 conseillers municipaux élus, dont 1 communautaire), devançant très largement celle, également DIV, menée par Éric Raymond, qui a recueilli 546 voix (38,53 %, 5 conseillers municipaux).
Lors de ce scrutin marqué par la pandémie de Covid-19 en France, 49,15 % des électeurs se sont abstenus[39].

#### Liste des maires
| Période                                  | Période                   | Identité                   | Étiquette | Qualité                                                                                                 |
| ---------------------------------------- | ------------------------- | -------------------------- | --------- | --- |
| Les données manquantes sont à compléter. |                           |                            |           | |
|                                          |                           |                            |           | |
| 1829                                     | 1840                      | Joseph Constant Decauville |           | Propriétaire cultivateur                                                                                |
| 1840                                     | décembre 1881             | Alexis Pigeon              |           | Cultivateur Conseiller d'arrondissement (1871 → 1877) Chevalier de la Légion d'honneur Mort en fonction |
|                                          |                           |                            |           | |
| mai 1929                                 | mars 1952                 | Charles Thomassin          |           | |
|                                          |                           |                            |           | |
| ca. 1966                                 |                           | M. Thomas                  |           | |
| mars 1977                                | mars 2001                 | Louis Chavernoz            | DVD       | Chevalier de l'Ordre national du Mérite                                                                 |
| mars 2001                                | mars 2008                 | Georges Szymkowiak         | PS        | |
| mars 2008                                | mai 2020                  | Christian Page             | UMP → LR  | Retraité                                                                                                |
| mai 2020                                 | avril 2025,               | Michel Senot               | SE        | Cadre dirigeant retraité Vice-président de la CA Paris-Saclay (2020 → 2025) Mort en fonction            |
| mai 2025                                 | En cours (au 14 mai 2025) | Pierre Bot                 |           | Agriculteur                                                                                             |

### Autres élections
Élections présidentielles :
- Au premier tour de l'élection présidentielle de 2012, les quatre premiers candidats retenus par les saclaysiens sont Nicolas Sarkozy (32,47 % des suffrages exprimés), François Hollande (27,68 %), François Bayrou (12,12 %) et Marine Le Pen (11,72 %).
Au second tour, Nicolas Sarkozy recueille 1 072 voix (53,64 %) et le candidat élu François Hollande 930 voix (46,36 %) lors d'un scrutin où 16,58 % des électeurs se sont abstenus[48].

- Au premier tour de l'élection présidentielle de 2017, les quatre premiers candidats retenus par les saclaysiens sont Emmanuel Macron (33,79 % des suffrages exprimés), François Fillon (26,77 %), Jean-Luc Mélenchon (15,47 %) et Marine Le Pen (11,34 %). 
Au second tour, le candidat élu Emmanuel Macron recueille 1 648 voix (80,82 %) et Marine Le Pen 391 voix (19,18 %), lors d'un scrutin où 17,19 % des électeurs se sont abstenus[49].

- Au premier tour de l'élection présidentielle de 2022, les quatre premiers candidats retenus par les saclaysiens sont Emmanuel Macron (40,02 % des suffrages exprimés), Jean-Luc Mélenchon (17,42 %), Marine Le Pen (12,71 %) et Valérie Pécresse (7,96 %). 
Au second tour, le candidat élu Emmanuel Macron recueille 1 633 voix (75,50 %) et Marine Le Pen 530 voix (24,50 %) mors d'un scrutin où 19,53 % des électeurs se sont abstenus[50].

Élections législatives, résultats des deuxièmes tours :
- Élections législatives de 2002 : 58,62 % pour Pierre Lasbordes (UMP), 41,38 % pour Stéphane Pocrain (Les Verts), 67,93 % de participation[51].
- Élections législatives de 2007 : 57,09 % pour Pierre Lasbordes (UMP), 42,91 % pour Maud Olivier (PS), 63,97 % de participation[52].
- Élections législatives de 2012 : 51,91 % pour Hervé Hocquard (UMP), 48,09 % pour Maud Olivier (PS), 67,61 % de participation[53].
- Élections législatives de 2017 : 68,69 % pour Cédric Villani (LREM), 31,31 % pour Laure Darcos (LR), 52,18 % de participation.

Élections européennes, résultats des deux meilleurs scores :
- Élections européennes de 2004 : 27,47 % pour Harlem Désir (PS), 16,16 % pour Patrick Gaubert (UMP), 54,04 % de participation[54].
- Élections européennes de 2009 : 28,56 % pour Michel Barnier (UMP), 23,88 % pour Daniel Cohn-Bendit (Europe Écologie), 52,03 % de participation[55].
- Élections européennes de 2014 : 24,02 % pour Brice Hortefeux (UMP), 15,07 % pour Jean-Paul Denanot (PS), 53,49 % de participation.
- Élections européennes de 2019 : 35,34 % pour Nathalie Loiseau (LREM), 18,09 % pour Yannick Jadot (EELV), 62,79 % de participation.

Élections régionales, résultats des deux meilleurs scores :
- Élections régionales de 2004 : 49,20 % pour Jean-Paul Huchon (PS), 43,53 % pour Jean-François Copé (UMP), 74,18 % de participation[56].
- Élections régionales de 2010 : 58,60 % pour Jean-Paul Huchon (PS), 41,40 % pour Valérie Pécresse (UMP), 58,93 % de participation[57].
- Élections régionales de 2015 : 49,88 % pour Valérie Pécresse (LR), 39,26 % pour Claude Bartolone (PS), 67,12 % de participation.

Élections cantonales et départementales, résultats des deuxièmes tours :
- Élections cantonales de 2001 : données manquantes.
- Élections cantonales de 2008 : 46,27 % pour Thomas Joly (DVD) élu au premier tour, 28,25 % pour Pierre Guyard (PS), 61,03 % de participation[58].
- Élections départementales de 2015 : 58,01 % pour Michel Bournat et Laure Darcos (UMP), 41,99 % pour Yvan Lubraneski (PS) et Céline Ramstein (EELV), 52,28 % de participation.

Référendums :
- Référendum de 2000 relatif au quinquennat présidentiel : 74,74 % pour le Oui, 25,26 % pour le Non, 38,08 % de participation[59].
- Référendum de 2005 relatif au traité établissant une Constitution pour l'Europe : 60,93 % pour le Oui, 39,07 % pour le Non, 79,75 % de participation[60].

### Jumelages
| Saclay Ballincollig Mechterstädt |

Saclay a développé des associations de jumelage avec :
- Ballincollig (Irlande) depuis 1994, en irlandais Baile an Chollaigh, en anglais Ballincollig, située à 841 kilomètres[61].
- Mechterstädt (Allemagne) depuis 1994, en allemand Mechterstädt, située à 648 kilomètres[62].

## Équipements et services publics

### Espace public
La commune a été récompensée par une fleur au palmarès 2011 du concours des villes et villages fleuris. L'étang au centre du territoire et ses berges boisées ont été recensés au titre des espaces naturels sensibles par le conseil général de l'Essonne.

### Enseignement
Les élèves de Saclay sont rattachés à l'académie de Versailles.
La commune dispose sur son territoire des écoles maternelles du Bourg et du Val d'Albian et des écoles élémentaires Irène-et -Frédéric-Joliot-Curie et Victor Hugo.
En 2011 un centre de loisir a ouvert ses portes[réf. nécessaire].

### Santé
La commune accueille l'établissement de santé La Martinière qui dispose de cent vingt lits dont quatre-vingt de soins de suite (SSR) et quarante de maison de retraite (EHPAD) certifié par la haute autorité en santé.

## Population et société

### Démographie
Les habitants sont appelés les Saclaysiens et les Saclaysiennes.

#### Évolution démographique
L'évolution du nombre d'habitants est connue à travers les recensements de la population effectués dans la commune depuis 1793. Pour les communes de moins de 10 000 habitants, une enquête de recensement portant sur toute la population est réalisée tous les cinq ans, les populations de référence des années intermédiaires étant quant à elles estimées par interpolation ou extrapolation. Pour la commune, le premier recensement exhaustif entrant dans le cadre du nouveau dispositif a été réalisé en 2007.

En 2022, la commune comptait 4 380 habitants, en évolution de +10,41 % par rapport à 2016 (Essonne : +2,89 %, France hors Mayotte : +2,11 %).
| 1793 | 1800 | 1806 | 1821 | 1831 | 1836 | 1841 | 1846 | 1851 |
| ---- | ---- | ---- | ---- | ---- | ---- | ---- | ---- | ---- |
| 443  | 413  | 372  | 360  | 324  | 345  | 303  | 352  | 354  |

| 1856 | 1861 | 1866 | 1872 | 1876 | 1881 | 1886 | 1891 | 1896 |
| ---- | ---- | ---- | ---- | ---- | ---- | ---- | ---- | ---- |
| 318  | 378  | 369  | 410  | 514  | 472  | 580  | 532  | 485  |

| 1901 | 1906 | 1911 | 1921 | 1926 | 1931 | 1936 | 1946 | 1954  |
| ---- | ---- | ---- | ---- | ---- | ---- | ---- | ---- | ----- |
| 562  | 423  | 413  | 485  | 506  | 512  | 617  | 617  | 1 059 |

| 1962  | 1968  | 1975  | 1982  | 1990  | 1999  | 2006  | 2007  | 2012  |
| ----- | ----- | ----- | ----- | ----- | ----- | ----- | ----- | ----- |
| 1 666 | 1 991 | 2 037 | 1 865 | 2 894 | 2 883 | 3 003 | 3 013 | 3 637 |

| 2017  | 2022  | - | - | - | - | - | - | - |
| ----- | ----- | - | - | - | - | - | - | - |
| 4 029 | 4 380 | - | - | - | - | - | - | - |

#### Pyramide des âges
En 2018, le taux de personnes d'un âge inférieur à 30 ans s'élève à 39,4 %, soit en dessous de la moyenne départementale (39,9 %). De même, le taux de personnes d'âge supérieur à 60 ans est de 17,8 % la même année, alors qu'il est de 20,1 % au niveau départemental.
En 2018, la commune comptait 2 019 hommes pour 2 079 femmes, soit un taux de 50,73 % de femmes, légèrement inférieur au taux départemental (51,02 %).
Les pyramides des âges de la commune et du département s'établissent comme suit.
| Hommes | Classe d’âge | Femmes |
| ------ | ------------ | ------ |
| 0,2    | 90 ou +      | 1,5    |
| 4,6    | 75-89 ans    | 5,3    |
| 12,2   | 60-74 ans    | 11,8   |
| 21,1   | 45-59 ans    | 20,6   |
| 21,7   | 30-44 ans    | 22,2   |
| 16,1   | 15-29 ans    | 14,7   |
| 24,1   | 0-14 ans     | 24,0   |

| Hommes | Classe d’âge | Femmes |
| ------ | ------------ | ------ |
| 0,5    | 90 ou +      | 1,4    |
| 5,4    | 75-89 ans    | 7,2    |
| 12,9   | 60-74 ans    | 13,9   |
| 20     | 45-59 ans    | 19,4   |
| 19,9   | 30-44 ans    | 20,1   |
| 20     | 15-29 ans    | 18,2   |
| 21,3   | 0-14 ans     | 19,8   |

### Cultes

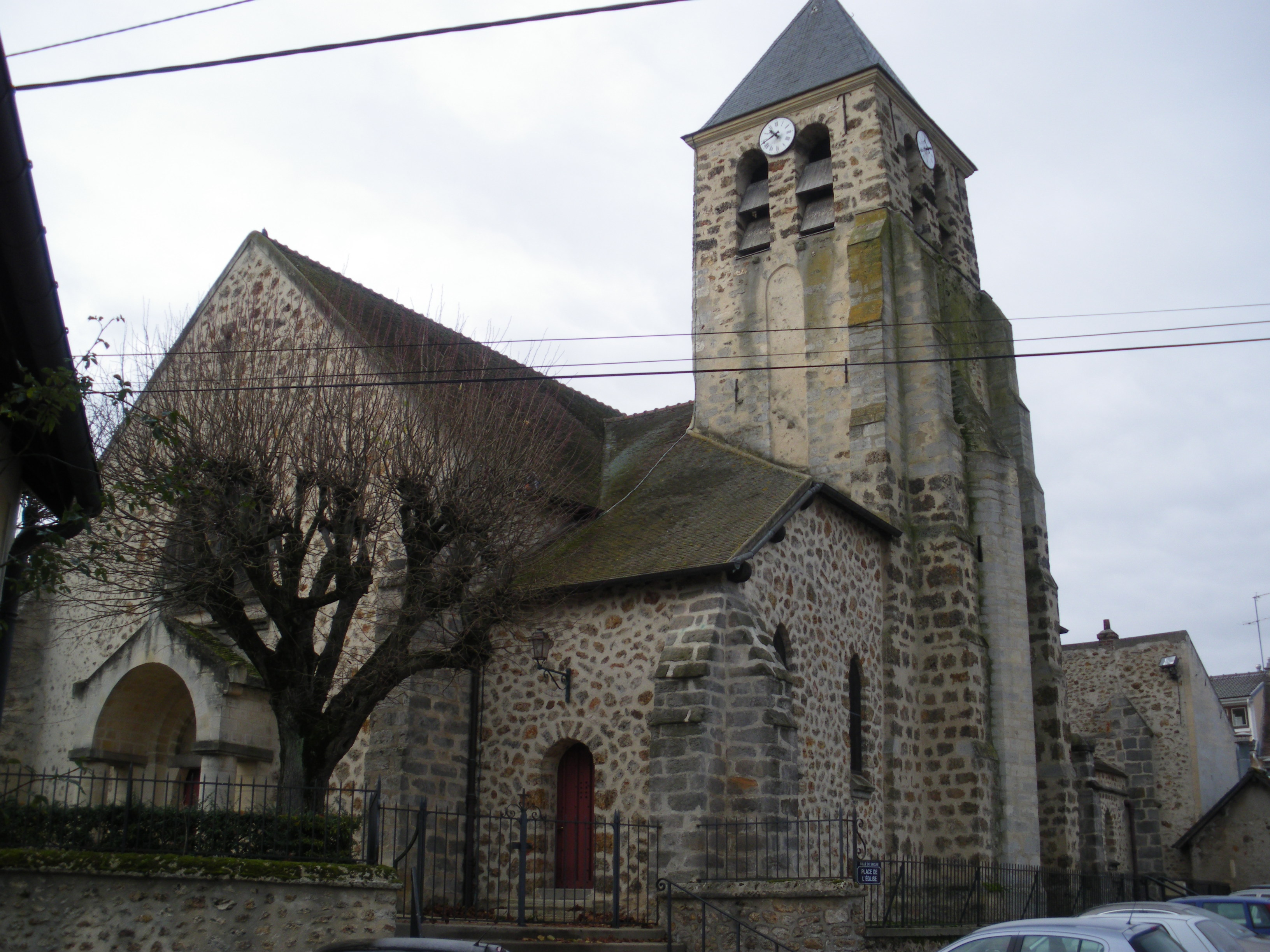
L'église Saint-Germain.

La paroisse catholique de Saclay est rattachée au secteur pastoral de l'Yvette-Gif-Orsay et au diocèse d'Évry-Corbeil-Essonnes. Elle dispose de l'église Saint-Germain.

### Médias
L'hebdomadaire Le Républicain relate les informations locales. La commune est en outre dans le bassin d'émission des chaînes de télévision France 3 Paris Île-de-France Centre, IDF1 et Téléssonne intégré à Télif.

## Économie
Saclay est le lieu de fabrication des fils métalliques d'iridium 192, utilisés en curiethérapie.
Le centre CEA de Saclay est le plus grand centre de recherches civil du Commissariat à l'Énergie Atomique (plus de 7 000 salariés permanents).
Un hôtel Novotel Saclay est situé sur la commune.

### Emplois, revenus et niveau de vie
En 2010, le revenu fiscal médian par ménage était de 56 223 €, ce qui plaçait la commune au 86e parmi les 31 525 communes de plus de 39 ménages en métropole et au onzième rang départemental.
| Répartition des emplois par catégories socioprofessionnelles en 2006. |              |                                           |                                                   |                            |                          |                           |
|                                                                       | Agriculteurs | Artisans, commerçants, chefs d’entreprise | Cadres et professions intellectuelles supérieures | Professions intermédiaires | Employés                 | Ouvriers                  |
| Saclay                                                                | 0,2 %        | 1,7 %                                     | 38,0 %                                            | 28,2 %                     | 16,2 %                   | 15,7 %                    |
| Zone d’emploi d’Orsay                                                 | 0,2 %        | 3,7 %                                     | 36,2 %                                            | 26,2 %                     | 21,4 %                   | 12,3 %                    |
| Moyenne nationale                                                     | 2,2 %        | 6,0 %                                     | 15,4 %                                            | 24,6 %                     | 28,7 %                   | 23,2 %                    |
| Répartition des emplois par secteurs d’activités en 2006.             |              |                                           |                                                   |                            |                          |                           |
|                                                                       | Agriculture  | Industrie                                 | Construction                                      | Commerce                   | Services aux entreprises | Services aux particuliers |
| Saclay                                                                | 3,1 %        | 7,6 %                                     | 9,2 %                                             | 5,0 %                      | 60,1 %                   | 3,7 %                     |
| Zone d’emploi d’Orsay                                                 | 1,0 %        | 13,4 %                                    | 3,8 %                                             | 18,1 %                     | 30,5 %                   | 5,4 %                     |
| Moyenne nationale                                                     | 3,5 %        | 15,2 %                                    | 6,4 %                                             | 13,3 %                     | 13,3 %                   | 7,6 %                     |
| Sources : Insee,                                                      |              |                                           |                                                   |                            |                          |                           |

L'IDH-2[C'est-à-dire ?] de Saclay en 2013 est de 0,687/1

## Culture locale et patrimoine

### Patrimoine architectural
- Le pavillon de l'Étang daté du XVIIe siècle a été classé aux monuments historiques le 31 octobre 1912[81].
- L'église Saint-Germain : XIIe siècle, remaniée ensuite.
- Le Christ-de-Saclay (XVIIIe siècle) : placé au carrefour le plus important, il est démonté à la Révolution après avoir été criblé de plomb. Une copie le remplace aujourd'hui.
- La Tour Saint-Germain : échauguette du XVe siècle marquant l'ancien périmètre du village ; probablement, un des plus vieux bâtiments civils de l'endroit.
- Le manoir d'Orsigny

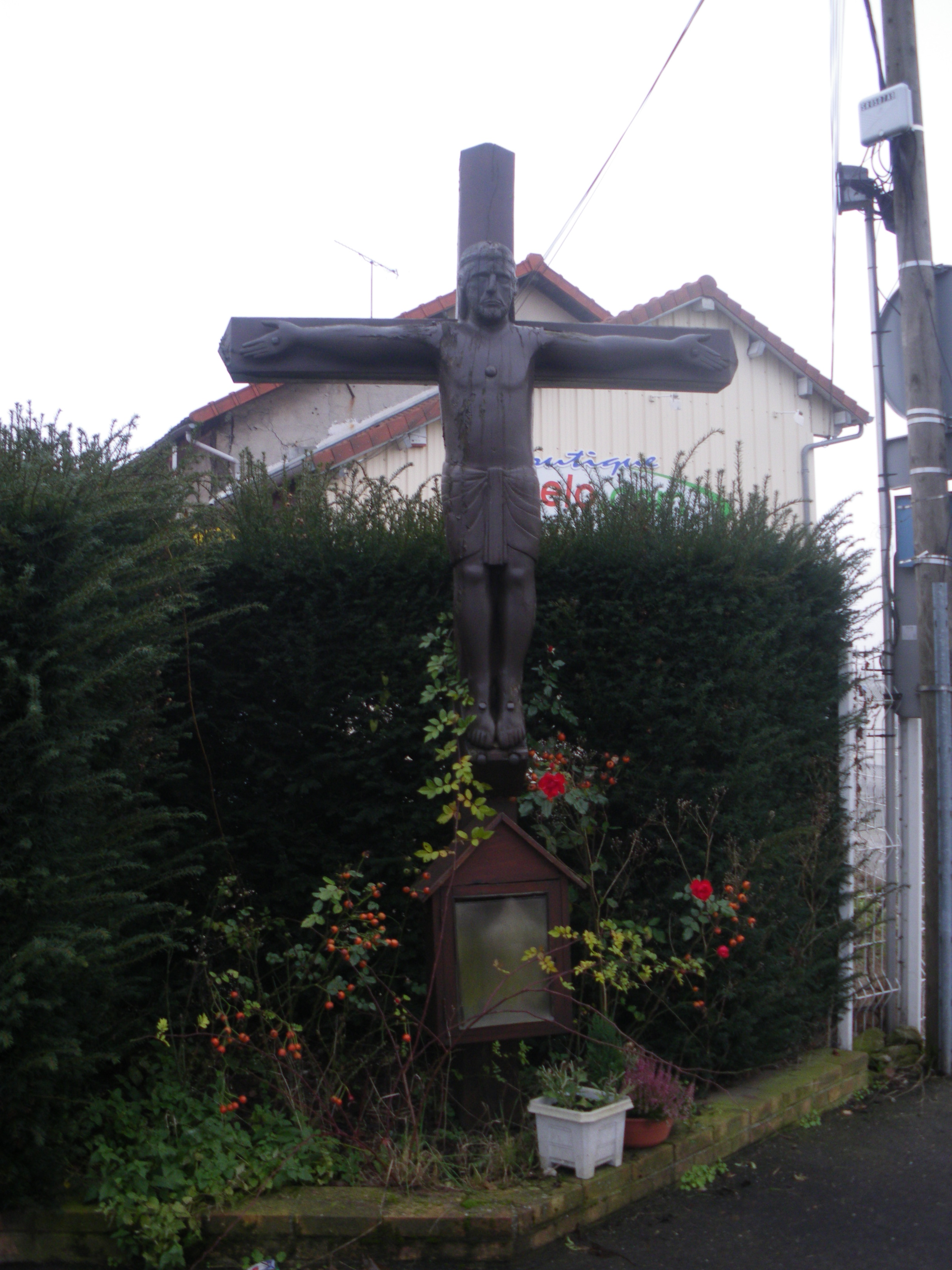
Christ de Saclay.
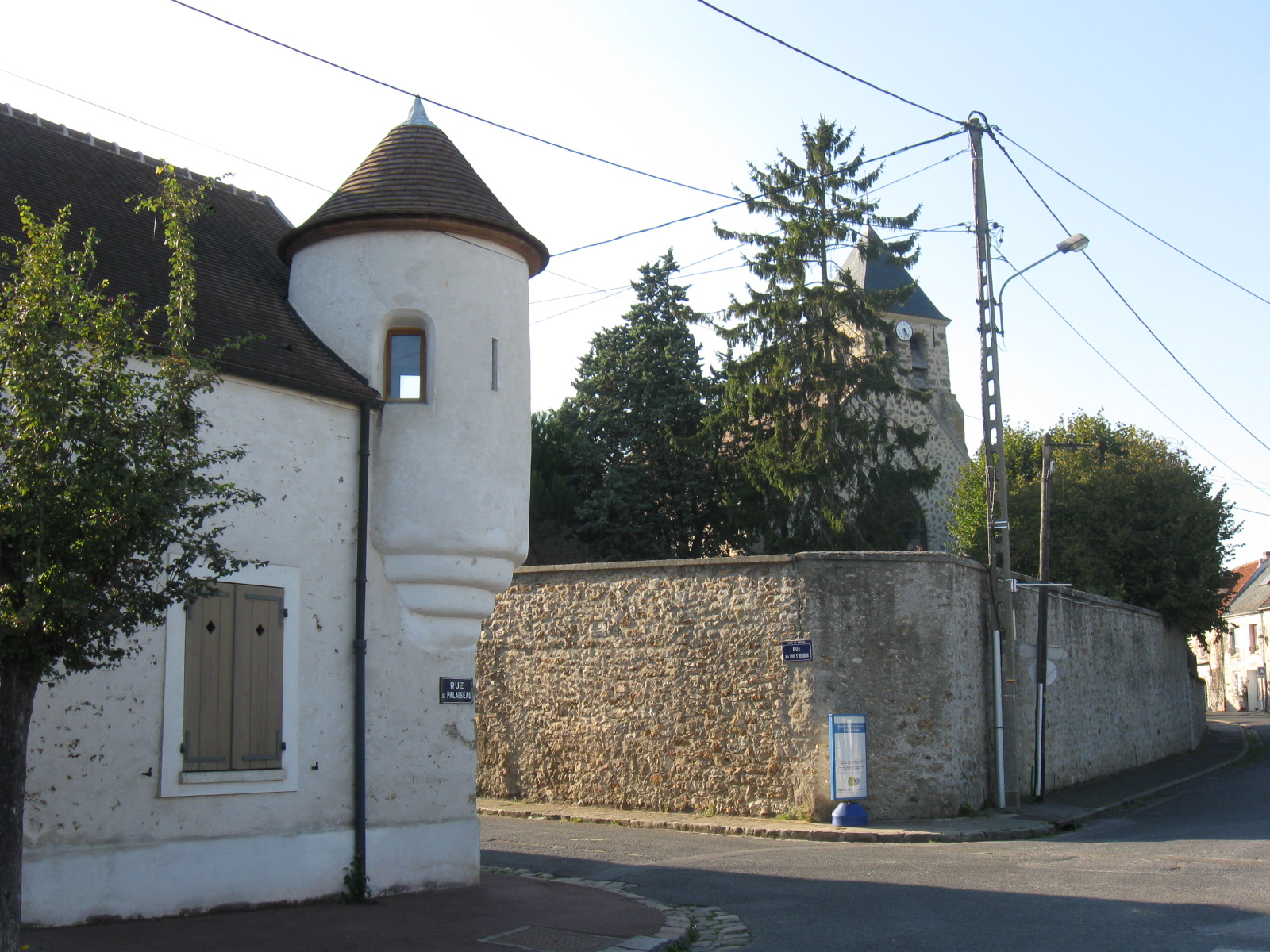
La maison à échauguette.
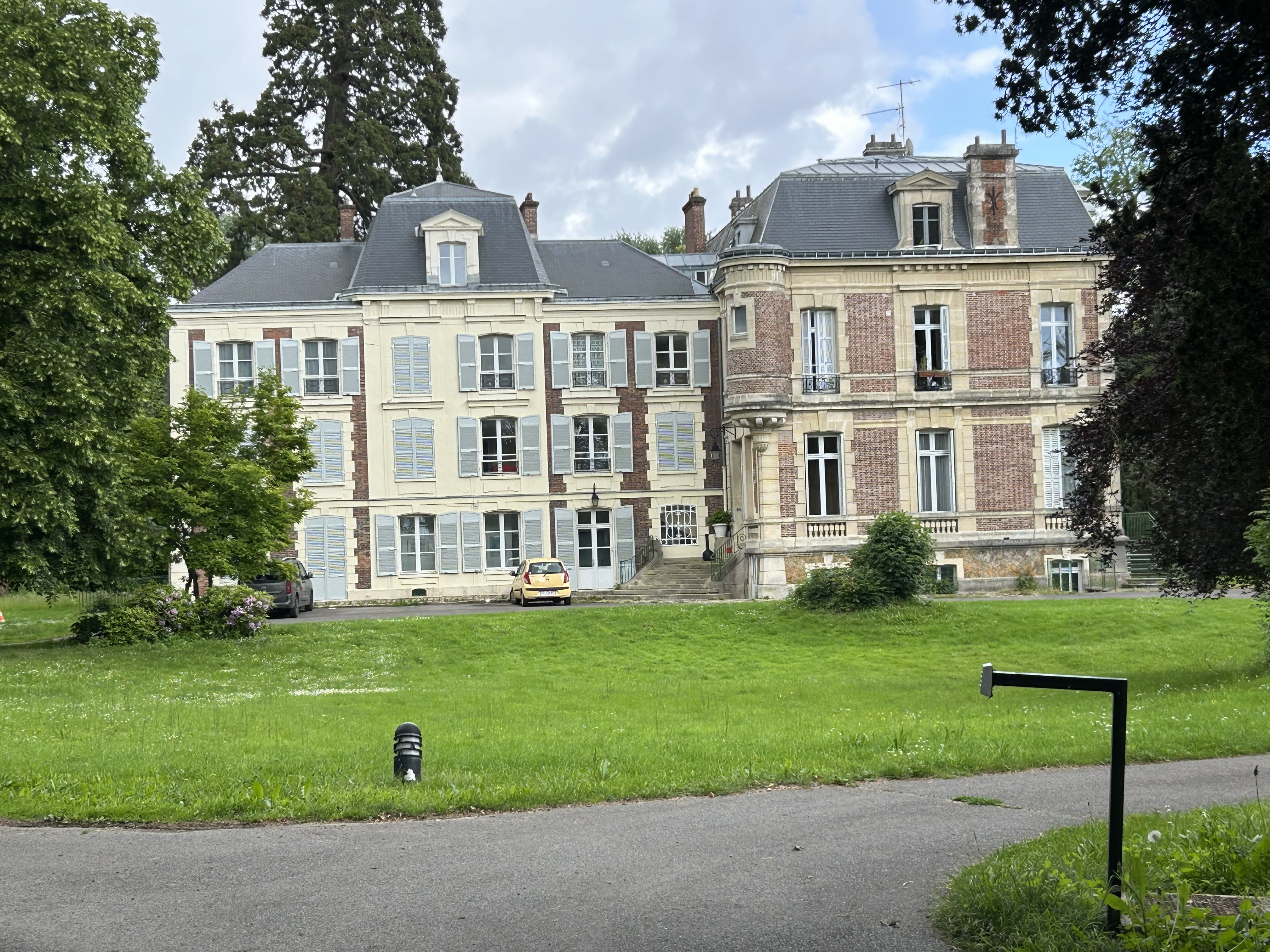
Le château La Martinière.
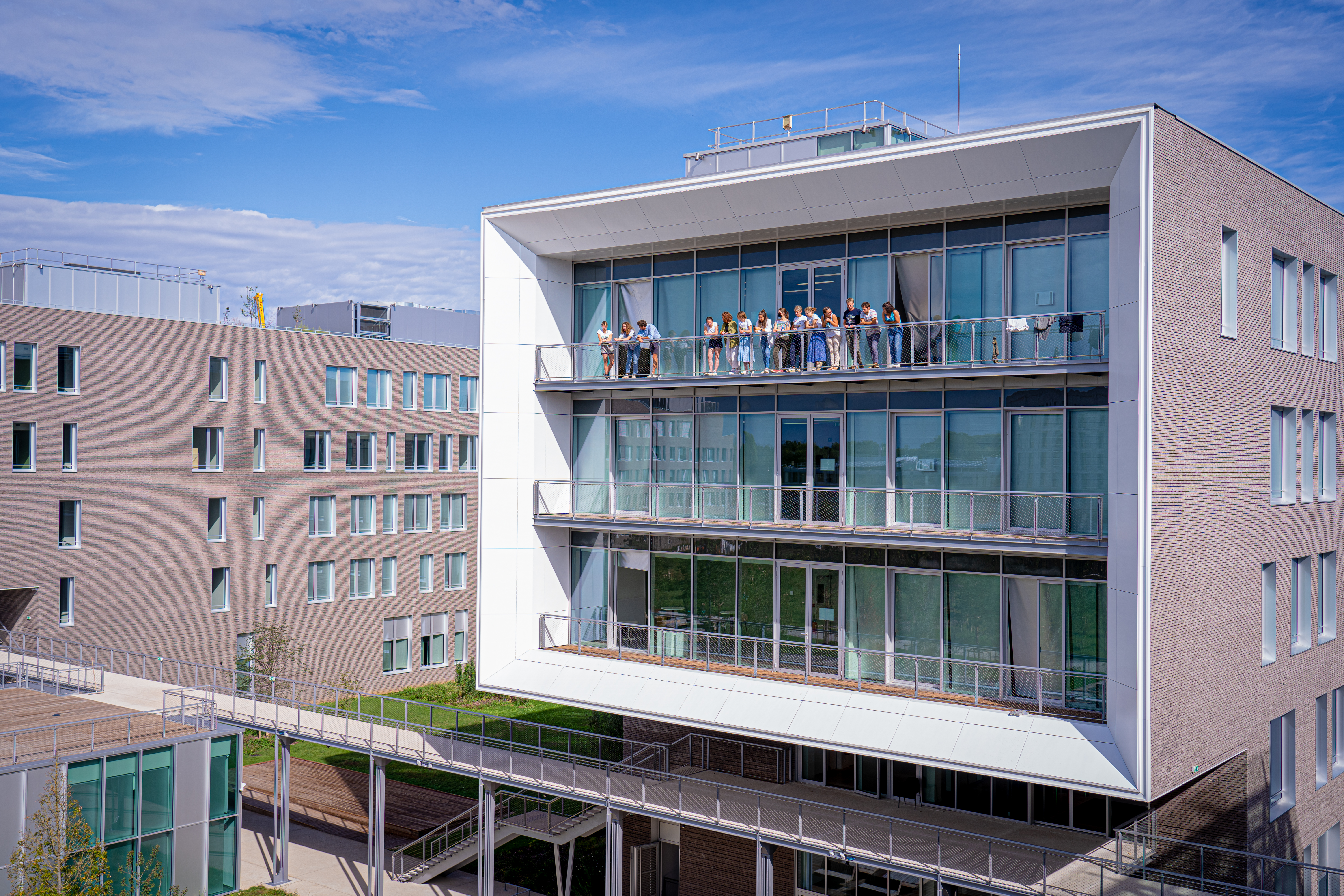
Campus Agro-Paris-Saclay
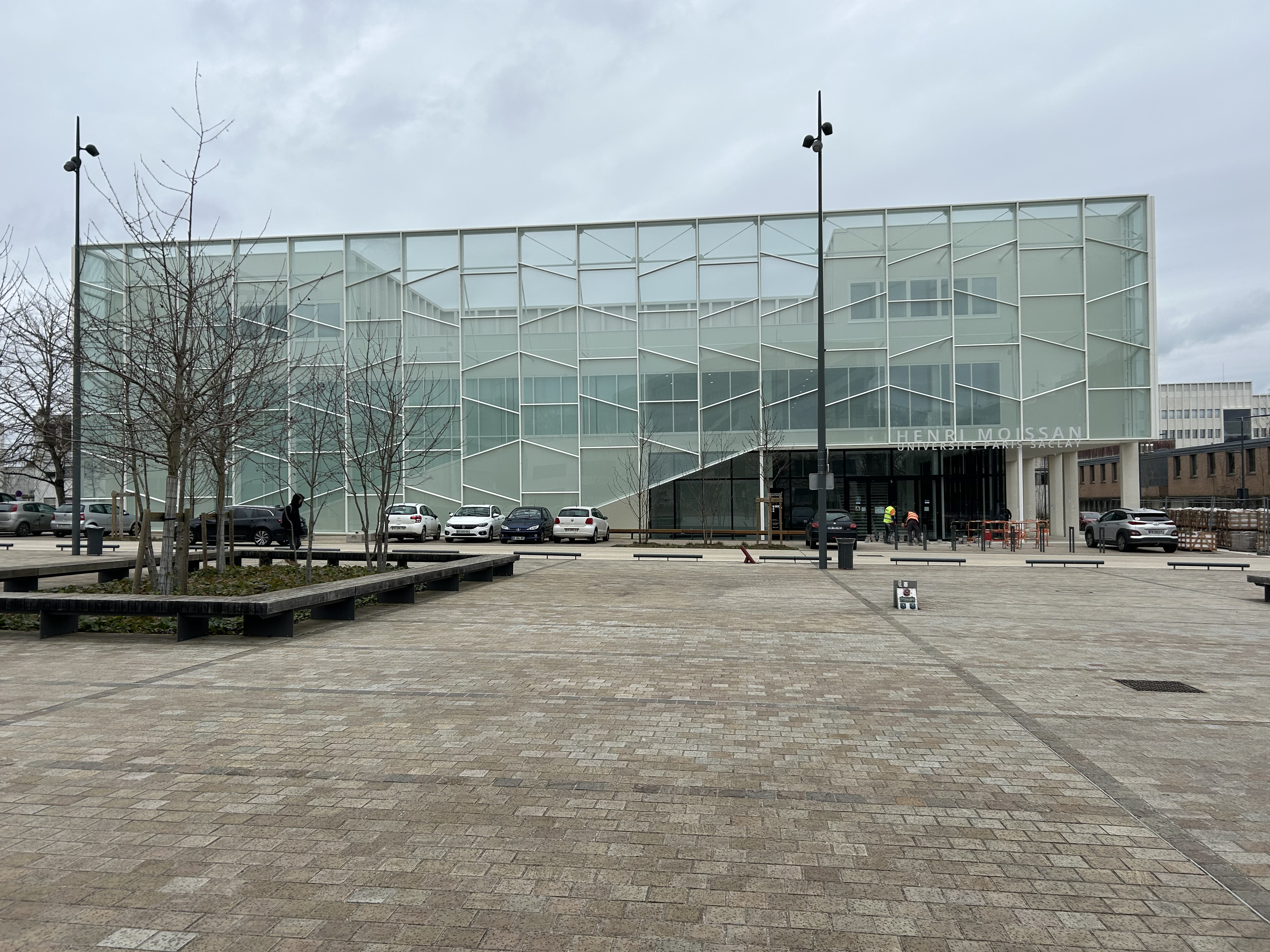
Arrière du bâtiment Henri Moissan

### Personnalités liées à la commune
Différents personnages publics sont nés, décédés ou ont vécu à Saclay :
- Gib Grossac (1927-1980), acteur français surtout connu pour son interprétation du bagnard en cavale "le Tigre" aux côtés de Fernand Raynaud, dans le film Le Mouton, de Pierre Chevalier, sorti en 1960, y est mort.
- Raymond Stora (1930-2015), physicien a travaillé au Service de Physique Théorique du Commissariat à l'énergie atomique de Saclay dans les années 1960.
- Till Fechner (1968 ), artiste lyrique y habite de 1965 à 1982.

### Héraldique
| Blason de Saclay | Blason  | De gueules à une représentation d'un atome, le noyau d'or, accompagné de quatre électrons d'argent sur leurs orbites de sable; au chef d'azur soutenu d'une divise ondée d'argent, chargé d'un écusson de sable, à trois besants d'argent, accosté de deux fleurs de lis d'or. |
| Blason de Saclay | Détails | * Il y a là non-respect de la règle de contrariété des couleurs : ces armes sont fautives (écusson de sable sur chef d'azur). Le statut officiel du blason reste à déterminer.                                                                                                 |

## Pour approfondir